# Stuart Parnaby
Stuart Parnaby (* 19. Juli 1982 in Durham) ist ein englischer Fußballspieler. Der Verteidiger spielt seit der Saison 2014/15 für Hartlepool United.

## Karriere
Parnaby durchlief die von seinem Vater Dave Parnaby geleitete Academy des FC Middlesbrough und unterschrieb 2000 seinen ersten Profivertrag. Sein Pflichtspieldebüt gab er im September 2000 in einem Ligapokalspiel gegen Macclesfield Town. Ende Oktober wurde er für zwei Monate an Halifax Town in die viertklassige Third Division verliehen und konnte während seiner sechs Einsätze derart überzeugen, dass er zu Division Three's Player of the Month gekürt wurde. Die Saison 2001/02 verpasste er wegen Verletzungen komplett, konnte sich anschließend aber wieder in den Kader spielen. Im August 2003 wurde er durch eine Knieverletzung für vier Monate außer Gefecht gesetzt und hatte anschließend Probleme wieder den Anschluss herzustellen. Erst gegen Ende der Saison konnte er in die Stammformation aufrücken, fand aber im Ligapokalfinale gegen die Bolton Wanderers keine Berücksichtigung.
Im Oktober 2004 brach er sich im Training das Bein und fiel dadurch wiederum mehrere Monate aus. Erst in der Saison 2005/06 konnte Parnaby verletzungsfrei antreten und erreichte mit dem Klub das Finale des UEFA-Pokals, in dem man allerdings gegen den FC Sevilla chancenlos war und mit 0:4 unterlag. Er startete in die Saison 2006/07 als Stammspieler, wurde jedoch von  Andrew Davies und Abel Xavier verdrängt.
Am 1. Juli 2007 wechselte er ablösefrei zum Ligakonkurrenten Birmingham City und unterzeichnete dort einen Vertrag bis 2010. In Birmingham spielte er bis 2012 und kehrte dann bis 2014 zum FC Middlesbrough zurück. Ab 2014 gehörte er zur Mannschaft von  Hartlepool United.